# Luise Dreyer-Sachsenberg

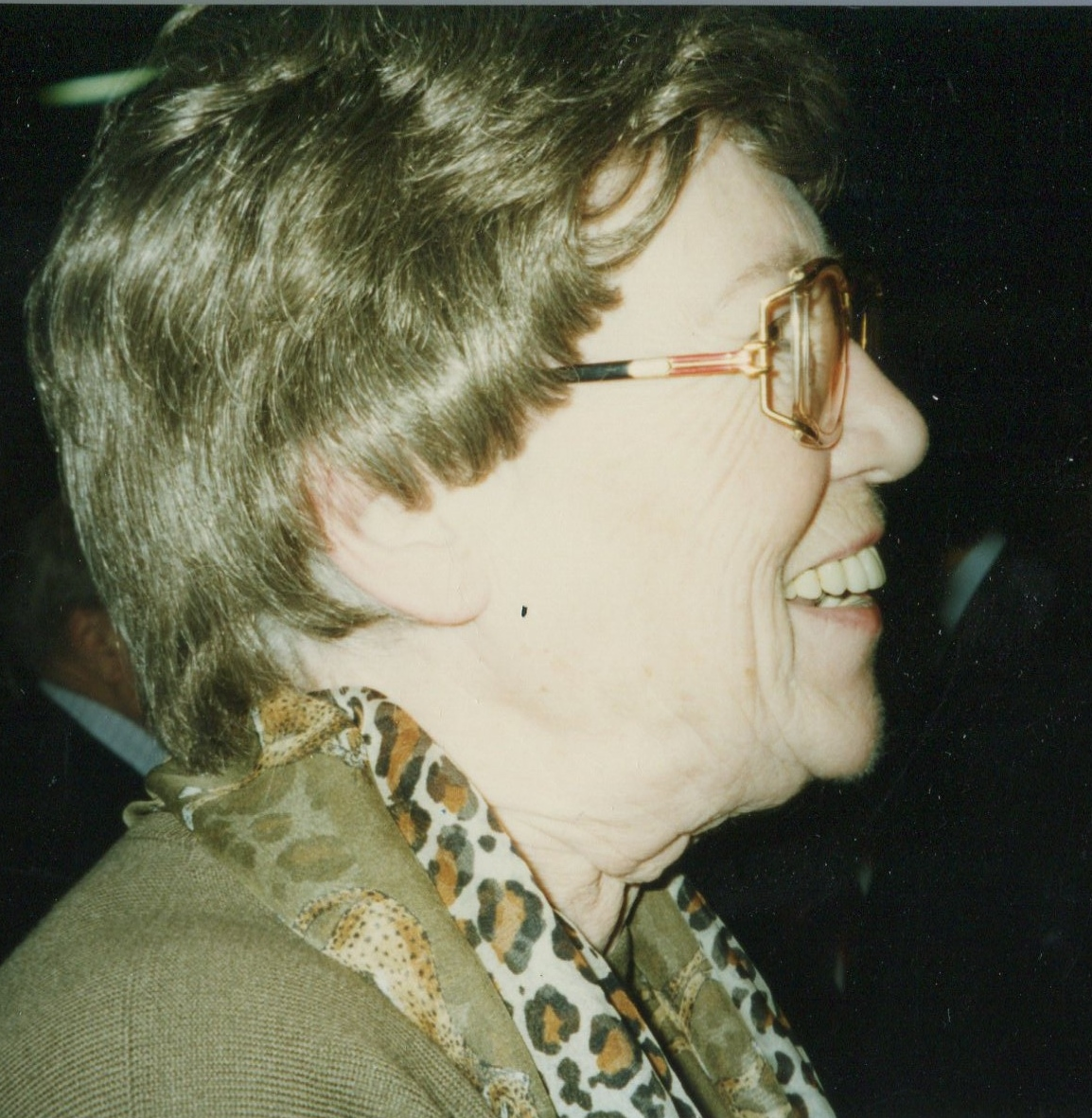
Luise Dreyer-Sachsenberg

Luise Dreyer-Sachsenberg, gebürtig Luise Dreyer, (* 16. Dezember 1917 im Deutschen Reich; † 2001) war eine deutsche Filmeditorin und  langjährige Chefcutterin des NDR-Fernsehens in Hamburg.

## Leben
Die Tochter des Kulturfilm-Produzenten Dietrich W. Dreyer stieß über ihren Vater zum Film. Sie wurde vor allem bekannt durch ihre Zusammenarbeit mit führenden Spielfilm-Regisseuren der Nachkriegszeit. Ihr berufliches Spektrum reichte von Heimatfilmen über Literaturverfilmungen (Schau heimwärts Engel) und Kriminalserien (Tatort, Stahlnetz) bis zu Dokumentarfilmen (Hans Moser ganz privat). Am häufigsten bearbeitete sie Werke des Regisseurs Hermann Kugelstadt, der für seine erfolgreichen Heimatfilme bekannt war.

## Filmografie
- 1945: Die Brüder Noltenius
- 1948: Film ohne Titel
- 1949: Hallo Fräulein!
- 1949: Tromba
- 1949: 1 x 1 der Ehe
- 1950: Schicksal am Berg
- 1950: Zwei in einem Anzug
- 1950: Aufruhr im Paradies
- 1950: Die fidele Tankstelle
- 1951: Das seltsame Leben des Herrn Bruggs
- 1951: Kommen Sie am Ersten
- 1951: Heimat, Deine Sterne
- 1952: Der eingebildete Kranke
- 1952: Das kann jedem passieren
- 1952: Lockende Sterne
- 1953: Die Mühle im Schwarzwäldertal
- 1953: Straßenserenade
- 1954: Das Kreuz am Jägersteig
- 1955: Der dunkle Stern
- 1955: Das Forsthaus in Tirol
- 1956: Dany, bitte schreiben Sie
- 1956: Hengst Maestoso Austria
- 1956: Zwei Bayern in St. Pauli
- 1957: Jungfrauenkrieg
- 1957: Die fidelen Detektive
- 1957: Heiratskandidaten
- 1958: Hallo Taxi
- 1958: Der Tod auf dem Rummelplatz (Regie: Joachim Hess) (TV)
- 1959: Stahlnetz: Das Alibi
- 1960: Waldhausstraße 20 (Regie: John Olden) (TV)
- 1960: Hallo Paulchen (Regie: Harald Vock) (TV)
- 1961: Schau heimwärts Engel (Regie: John Olden) (TV)
- 1977: In freier Landschaft (TV)
- 1978: Tatort: Himmelfahrt (TV)
- 1979: Tatort: Freund Gregor (TV)